# Cercotrichas galactotes
Cercotrichas galactotes là một loài chim trong họ Muscicapidae.

## Hình ảnh

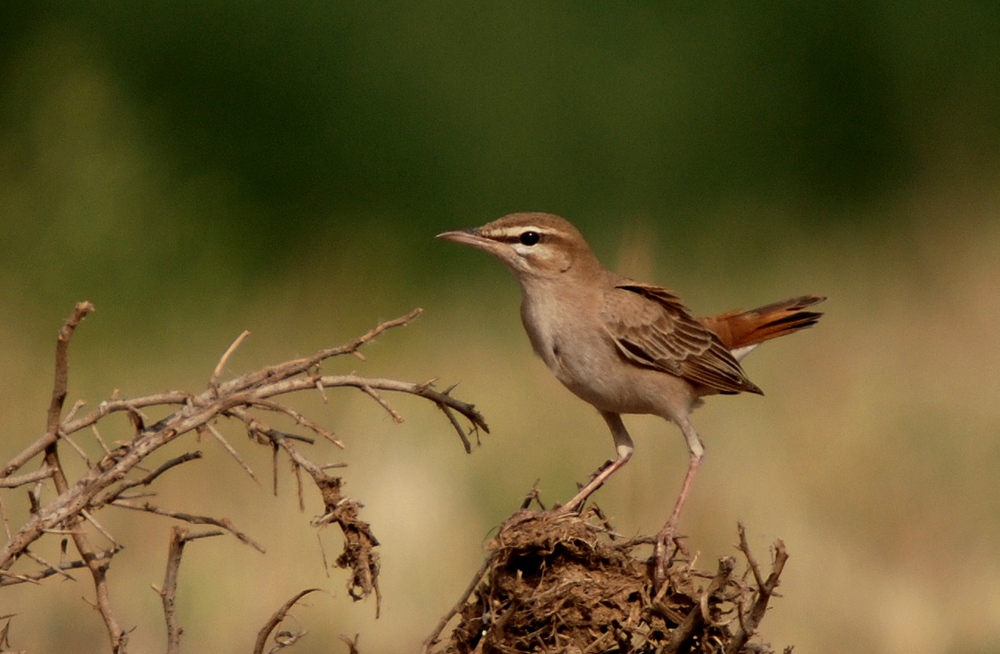
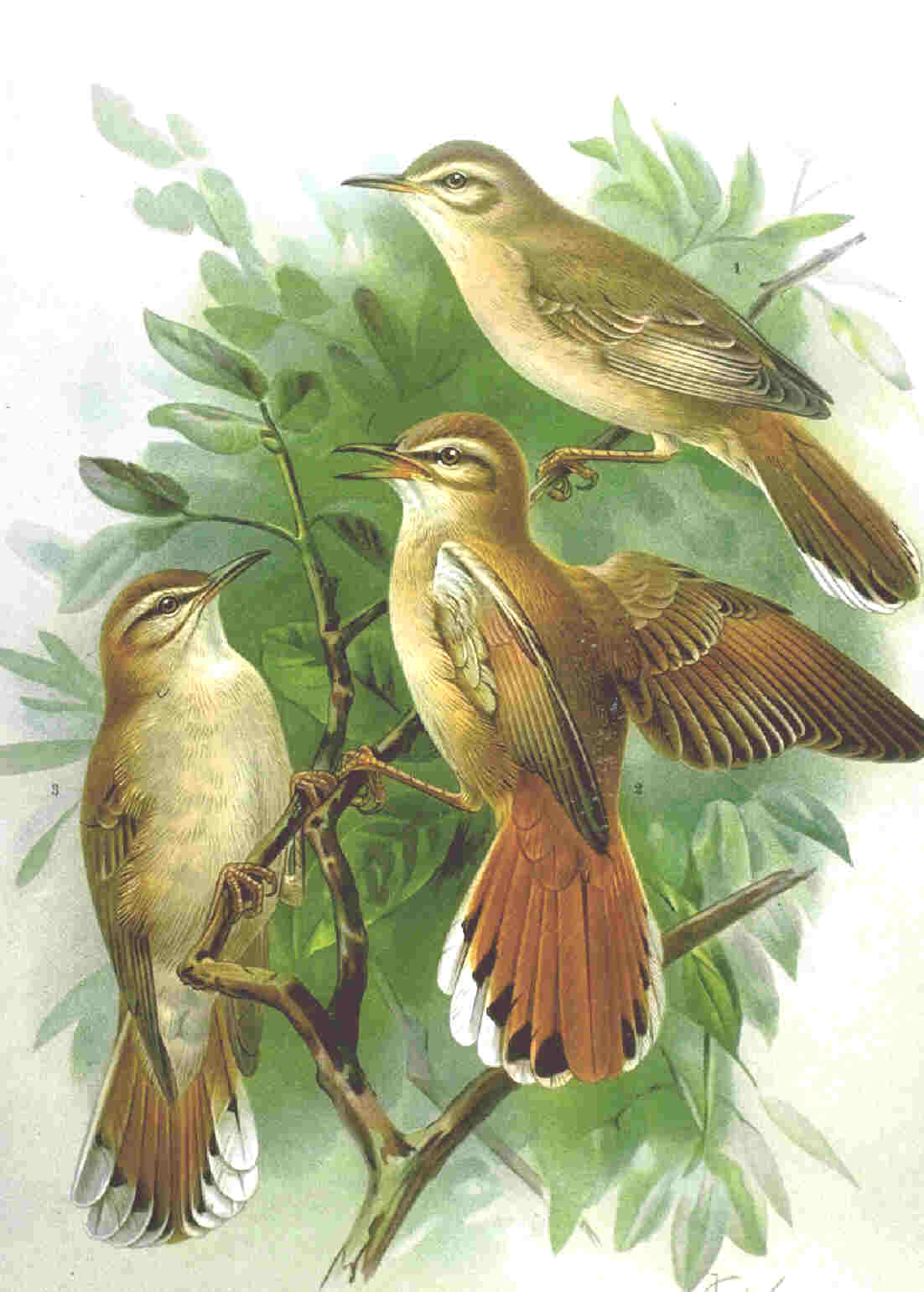
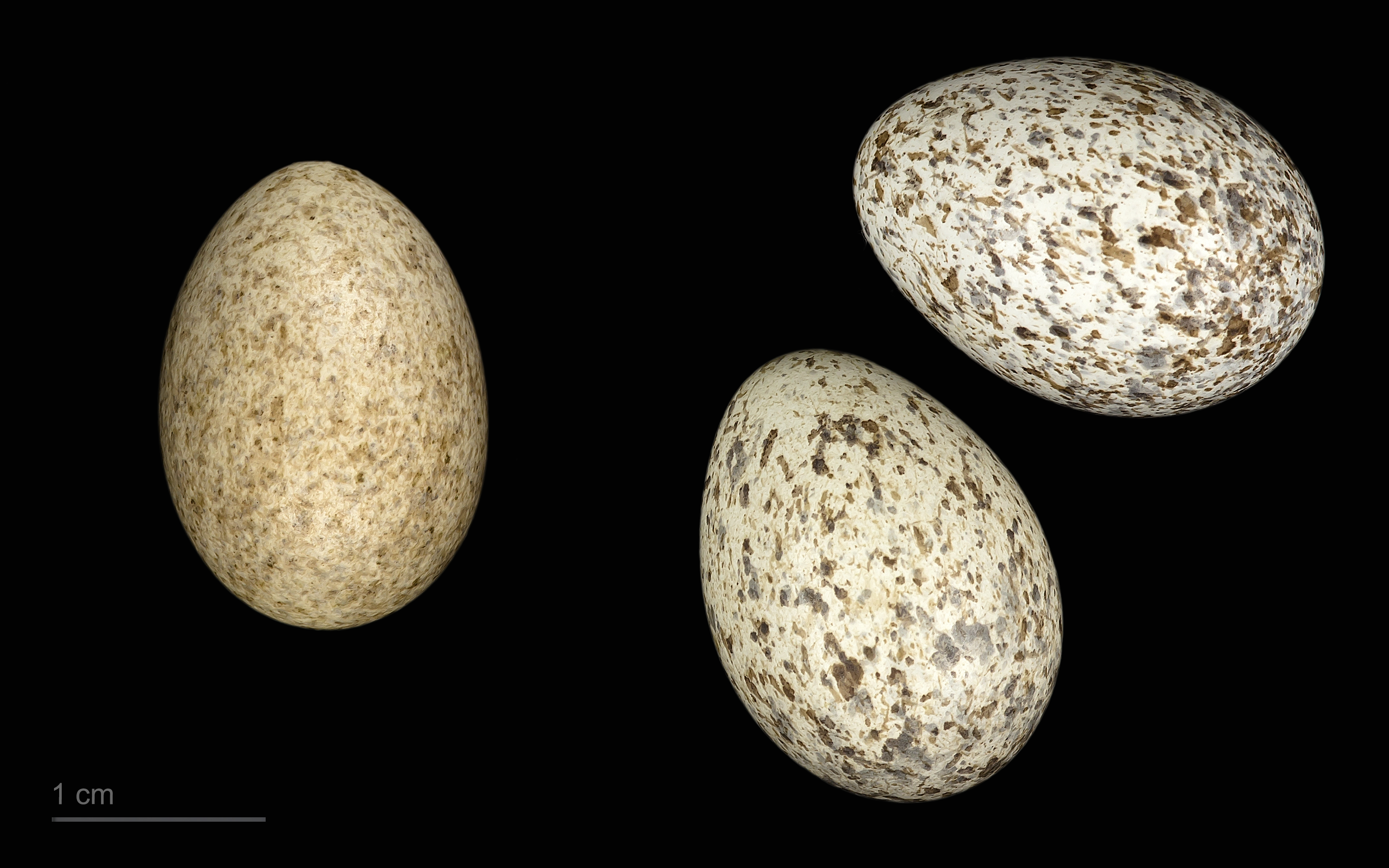
Cuculus canorus canorus + Cercotrichas galactotes